# Газорозрядна лампа

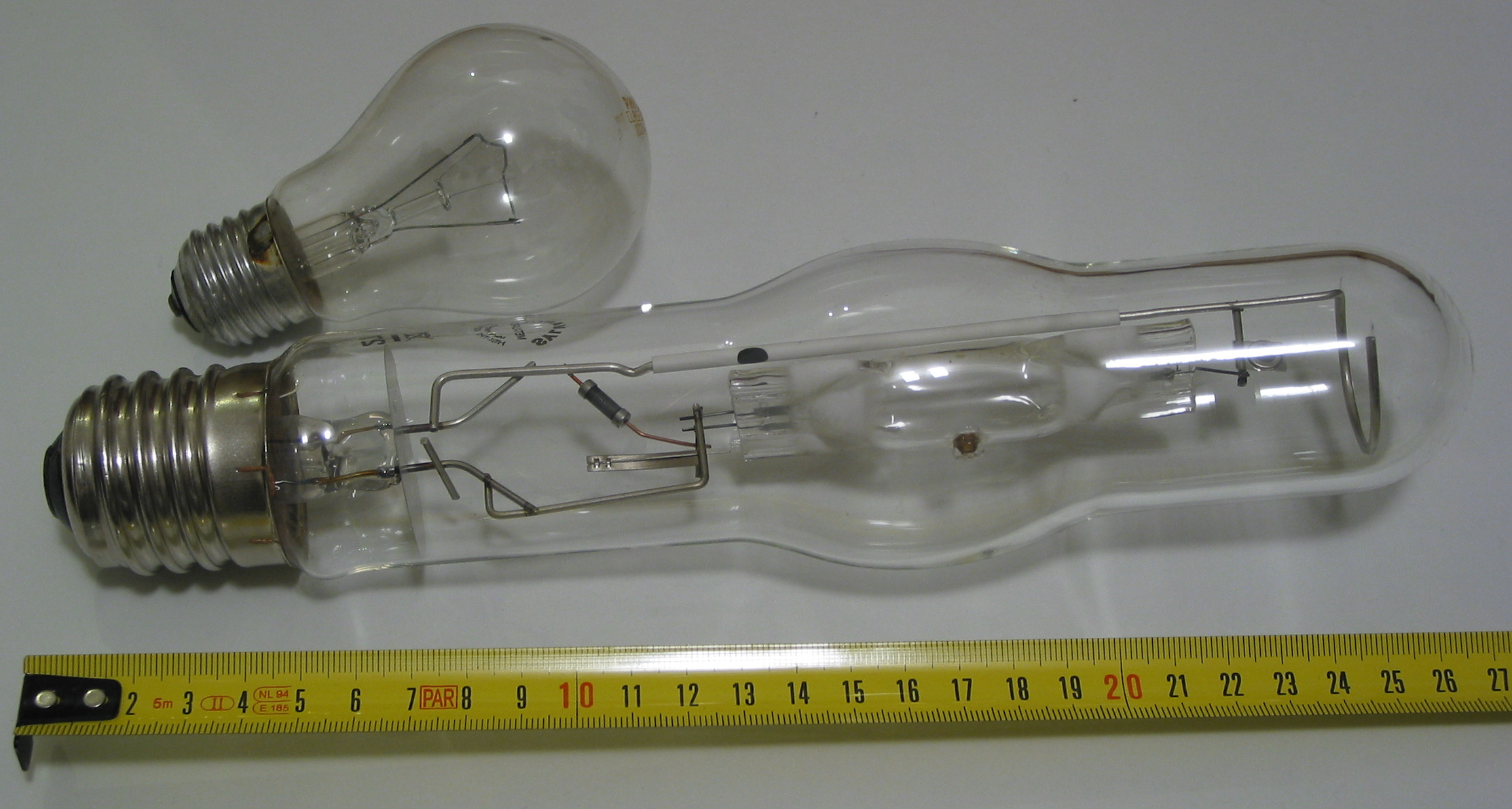
Лампа розжарювання та металогалогенна лампа

Газорозря́дна ла́мпа — розрядна лампа, електричний розряд якої відбувається в газі.

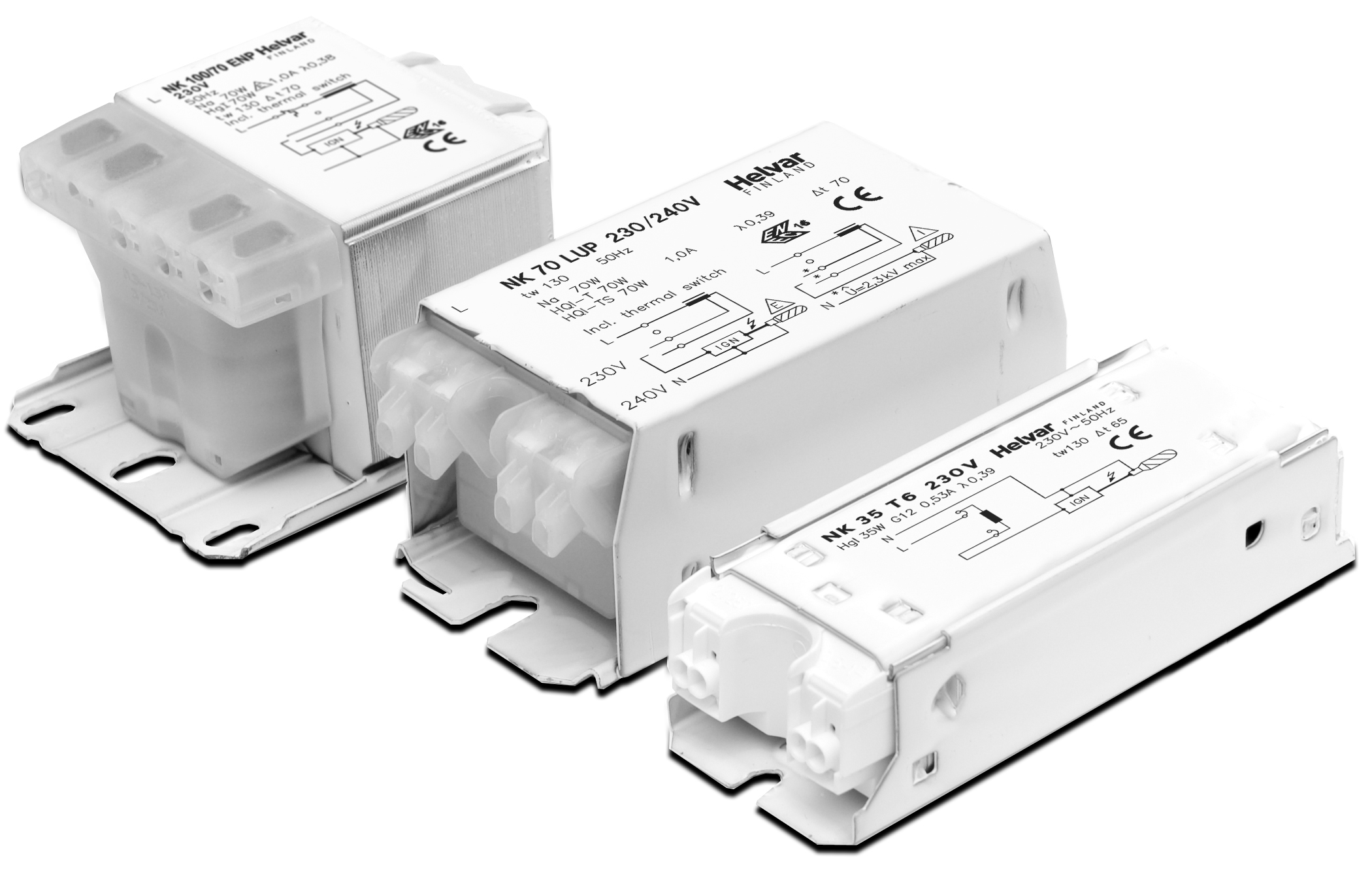
Газорозрядні лампи працюють за допомогою баластів.

Газорозрядна лампа належить до електронних пристроїв, джерел світла, що випромінюють світлову енергію у видимому діапазоні. Фізична основа — електричний розряд у парах металів. Останнім часом газорозрядні лампи прийнято називати  розрядними лампами.
Газорозрядні лампи являють собою сімейство штучних джерел світла, які створюють його шляхом пропускання електричного розряду крізь іонізований газ у плазмі. Як правило, у таких лампах використовується інертний газ: аргон, неон, криптон і ксенон або суміш цих газів. Деякі з них містять додаткові речовини, як-от ртуть, натрій, і нітрати металів, які випаровуються під час запуску, щоби стати частиною газової суміші. У процесі роботи газ іонізується, і вільні електрони, які прискорено електричним полем у трубці, стикаються з атомами газу. Коли збуджений електрон повертається до більш низького енергетичного стану, він випускає фотон світла з характерною частотою. Колір отриманого світла, залежить від спектра випромінювання атомів, що складають газ, а також тиску газу. Газорозрядні лампи можуть випромінювати широкий розбіг кольорів. Деякі лампи виробляють ультрафіолетове випромінювання, яке перетворюється у видиме світло, за допомогою флуоресцентного покриття на внутрішньому боці скла поверхні лампи.

## Види газорозрядних ламп та їх характеристики
Поділяються на розрядні лампи високого та низького тиску. Переважна більшість розрядних ламп працюють за принципом газового розряду у парах ртуті. Мають високу ефективність перетворення електричної енергії на світлову. Ефективність (світлова віддача) вимірюється у люменах на ват (Лм/Вт). Найбільшу ефективність, на сьогоднішній день, мають лампи розрядні у парах натрію (ДНаТ) — 150—200 Лм / Вт. Крім цього виду розрядних ламп дуже поширено люмінесцентні лампи (ЛЛ, розрядні лампи низького тиску), металогалогенні лампи (МГЛ або ДРИ), дугові ртутні люмінесцентні лампи (ДРЛ). Менш поширеними є лампи з розрядом у парах ксенона (ДКсТ).
Розрядні джерела світла (газорозрядні лампи) поступово та впевнено витісняли звичні раніше лампи розжарення, однак їх вадами залишалися лінійчатий спектр випромінювання, стомлюваність від мерехтіння світла, шум пускорегулювальної апаратури (ПРА), шкідливість парів ртуті у разі потрапляння у приміщення під час руйнування колби, неможливість миттєвого перезапуску для більшості ламп високого тиску. З появою світлодіодних ламп та світлодіодних матриць 2007 року, у світі відбувається поступове заміщення газорозрядних ламп на більш зручні світлодіодні джерела світла.
В умовах тривалого зростання цін на енергоносії та подорожчання освітлювальної арматури, ламп та складників ПРА найнагальнішою стає потреба у впровадженні технологій, що дозволяють скоротити невиробничі витрати. В умовах подорожчання робочої сили виникає потреба у зниженні витрат на заміну ламп, що вийшли з ладу, особливо якщо їх встановлено у важкодоступних місцях.

## Характеристики
- Термін служби від 3 000 до 20 000 годин.
- Ефективність від 40 до 150 лм/Вт.
- Колір випромінювання: тепло-білий (3000 K) або нейтрально-білий (4200 K)
- Передача кольору: гарна (3000 K: Ra> 80), відмінна (4200 K: Ra> 90)
- Малі розміри дуги випромінювання, дозволяють створювати світлові пучки високої інтенсивності

## Застосування
- Магазини та вітрини, офіси та громадські місця
- Декоративне зовнішнє освітлення: освітлення будинків та пішохідних зон
- Художнє освітлення театрів, кіно та естради [професійне світлове обладнання]
- В медицині

## Переваги і недоліки

### Переваги
- Висока ефективність ламп
- Тривалий термін служби порівняно з лампами розжарення

### Недоліки
- Повинні застосовуватися в закритих світильниках із захисним склом
- Для роботи ламп необхідні баласти і запалювальні пристрої (ПРА)
- Не полюбляють поганих мереж: якщо напруга мережі відхиляється від номіналу більш ніж на 3 %, необхідно застосовувати електронні ПРА.